# Ферте, Эмиль Жорж Арман
Эмиль Жорж Арман Ферте́ (фр. Emile-Georges-Armand Ferté; 22 октября 1881, Париж — 13 февраля 1973, Париж) — французский пианист, дирижёр и музыкальный педагог.
Начал учиться игре на фортепиано в четырёхлетнем возрасте, в 10 лет был принят в Парижскую консерваторию в класс Эмиля Декомба. Окончил курс в 1898 году, годом позже выступил вместе с Жюлем Массне, исполняя произведения последнего на фортепиано в четыре руки. Выступал также с Луи Дьемером и со скрипачом Марселем Шайи, концертировал с Оркестром Колонна. К началу Первой мировой войны вынужден был отказаться от исполнительской карьеры из-за слабого здоровья.
В 1900-е гг. дебютировал как дирижёр. Руководил оркестром в Гренобле, затем музыкальной программой казино в Дьеппе. В 1919 г. дирижировал премьерой оперы Марселя Самуэля-Руссо «Тарас Бульба».
В 1927—1951 гг. профессор Парижской консерватории. Среди наиболее заметных учеников Ферте — Жермена Мунье, Пьер Барбизе, Жак Кастеред, Даниель-Лесюр.
В наибольшей степени известен как редактор знаменитого пособия Шарля Луи Ганона «Пианист-виртуоз», подготовивший расширенное и дополненное издание, сокращённое издание для начинающих и др.